# André Prévost
Jean Marie André Prévost (Reims, 26 marzo 1860 – Parigi, 15 febbraio 1919) è stato un tennista francese.

## Biografia
Prévost partecipò ai Giochi della II Olimpiade di Parigi ai tornei di singolo e doppio di tennis. Nel torneo di doppio vinse la medaglia di bronzo con Georges de la Chapelle.
Prévost, sempre nel 1900 prese parte al campionato di tennis francese, dove fu sconfitto nella finale del singolo.